# Серзеду (Гимарайнш)
Серзеду (порт. Serzedo) — район (фрегезия) в Португалии, входит в округ Брага. Является составной частью муниципалитета Гимарайнш. Находится в составе крупной городской агломерации Большое Минью. По старому административному делению входил в провинцию Минью. Входит в экономико-статистический субрегион Аве, который входит в Северный регион. Население составляет 1480 человек на 2001 год. Занимает площадь 2,76 км².
Покровителем района считается Архангел Михаил (порт. São Miguel).